# This Is What the Truth Feels Like
This Is What the Truth Feels Like – trzeci album studyjny amerykańskiej piosenkarki Gwen Stefani, wydany 18 marca 2016 roku nakładem wytwórni Interscope. Krążek zadebiutował na pierwszym miejscu Billboard 200, będąc tym samym pierwszym albumem artystki, który dotarł na szczyt tego notowania. Album promowały dwa single, wydany 20 października 2015 „Used to Love You” oraz „Make Me Like You” do którego zrealizowano pierwszy klip w historii nakręcony na żywo podczas rozdania nagród Grammy.

## Lista utworów
| This Is What the Truth Feels Like – wydanie standardowe | This Is What the Truth Feels Like – wydanie standardowe | This Is What the Truth Feels Like – wydanie standardowe                          | This Is What the Truth Feels Like – wydanie standardowe | This Is What the Truth Feels Like – wydanie standardowe |
| Nr                                                      | Tytuł utworu                                            | Autorzy                                                                          | Produkcja                                               | Długość                                                 |
| ------------------------------------------------------- | ------------------------------------------------------- | -------------------------------------------------------------------------------- | ------------------------------------------------------- | ------------------------------------------------------- |
| 1.                                                      | „Misery”                                                | Gwen Stefani, Justin Tranter, Julia Michaels, Mattias Larsson, Robin Fredriksson | Mattman & Robin                                         | 3:26                                                    |
| 2.                                                      | „You're My Favorite”                                    | Stefani, Tranter, Michaels, Greg Kurstin                                         | Kurstin                                                 | 2:56                                                    |
| 3.                                                      | „Where Would I Be?”                                     | Stefani, Tranter, Michaels, Kurstin                                              | Kurstin                                                 | 3:18                                                    |
| 4.                                                      | „Make Me Like You”                                      | Stefani, Tranter, Michaels, Larsson, Fredriksson                                 | Mattman & Robin                                         | 3:36                                                    |
| 5.                                                      | „Truth”                                                 | Stefani, Tranter, Michaels, Larsson, Fredriksson                                 | Mattman & Robin                                         | 3:34                                                    |
| 6.                                                      | „Used to Love You”                                      | Stefani, Tranter, Michaels, Jonathan "J.R." Rotem, Teal Douville                 | Rotem                                                   | 3:47                                                    |
| 7.                                                      | „Send Me a Picture”                                     | Stefani, Tranter, Michaels, Kurstin                                              | Kurstin                                                 | 3:35                                                    |
| 8.                                                      | „Red Flag”                                              | Stefani, Tranter, Raja Kumari, Rotem                                             | Rotem                                                   | 3:20                                                    |
| 9.                                                      | „Asking 4 It (featuring Fetty Wap)”                     | Stefani, Tranter, Michaels, Tor Hermansen, Mikkel Eriksen, Willie Maxwell II     | Stargate, Tim Blacksmith, Danny D                       | 3:30                                                    |
| 10.                                                     | „Naughty”                                               | Stefani, Tranter, Kumari, Rotem                                                  | Rotem                                                   | 3:07                                                    |
| 11.                                                     | „Me Without You”                                        | Stefani, Tranter, Michaels, Kurstin                                              | Rotem                                                   | 3:33                                                    |
| 12.                                                     | „Rare”                                                  | Stefani, Tranter, Michaels, Kurstin                                              | Kurstin                                                 | 3:55                                                    |
|                                                         |                                                         |                                                                                  |                                                         | 41:37                                                   |

## Notowania
| Lista (2016)                      | Najwyższa pozycja |
| --------------------------------- | ----------------- |
| Australia (ARIA Charts)           | 6                 |
| Belgia (Ultratop 50 Flandria)     | 32                |
| Belgia (Ultratop 50 Walonia)      | 21                |
| Holandia (MegaCharts)             | 49                |
| Irlandia (IRMA)                   | 17                |
| Kanada (Canadian Hot 100)         | 3                 |
| Korea Południowa (Gaon)           | 75                |
| Niemcy (Media Control Charts)     | 40                |
| Norwegia (VG-Lista)               | 40                |
| Nowa Zelandia (Recorded Music NZ) | 15                |
| Szwajcaria (Schweizer Hitparade)  | 10                |
| Tajwan (G-Music)                  | 2                 |
| Stany Zjednoczone (Billboard 200) | 1                 |
| Wielka Brytania (UK Albums Chart) | 14                |
| Włochy (FIMI)                     | 56                |